# 哈里奇森特 (麻薩諸塞州)
哈里奇森特（英語：Harwich Center）是位於美國麻薩諸塞州巴恩斯特布爾縣的一個普查規定居民點。

## 人口
根據2020年美國人口普查的數據，哈里奇森特的面積為5.93平方千米，當中陸地面積為5.83平方千米，而水域面積為0.10平方千米。當地共有人口1995人，而人口密度為每平方千米336.42人。